# Loxomorpha flavidissimalis
Loxomorpha flavidissimalis is een vlinder uit de familie van de grasmotten (Crambidae), uit de onderfamilie van de Spilomelinae. De wetenschappelijke naam van deze soort is voor het eerst gepubliceerd in 1877 door Augustus Radcliffe Grote.
De soort komt voor in het zuiden van de Verenigde Staten, Mexico, Colombia en Puerto Rico.